# Tim Matthys
Tim Matthys (* 23. Dezember 1983) ist ein ehemaliger belgischer Fußballspieler.

## Karriere
Matthys begann seine Karriere beim KSV Zottegem und wechselte 2004 zum Erstligisten KAA Gent.
2006 gewann Matthys mit dem SV Zulte Waregem den belgischen Pokal, wobei er im Finale zwei Tore erzielte. In der darauffolgenden Saison 2006/07 spielte er mit Waregem im UEFA-Pokal.
In Gruppenspiel des Europapokals gegen österreichischen Verein FK Austria Wien erzielte er drei Tore. Legendär war sein anschließendes Interview „Am Vormittag verkaufe ich Schuhe, am Nachmittag trainiere ich“, was ihm in Österreich den Beinamen „Al Bundy“ einbrachte. Insgesamt erzielte er 2006/07 sechs UEFA-Cup-Tore.
Nach dem Jahreswechsel 2008/09 wurde er zunächst an Panthrakikos in der zweiten griechischen Liga ausgeliehen. In der Saison 2009/10 folgte eine Ausleihe an Lierse SK in der zweiten belgischen Division. Zum Ende der Saison stieg Lierse in die Division 1A auf. Nach Ablauf der Leihe hätte Matthys wieder in Waregem spielen müssen.
Er einigte sich mit dem Verein jedoch auf einen Vertragsauflösung und Wechsel zum RAEC Mons in der Zweiten Division. Er unterschrieb dort einen Vertrag über ein Jahr. Mons gelang am Ende der Saison der Aufstieg in die Division 1A. Matthys wurde zunächst um zwei Jahre und nach einem Jahr bis 2015 verlängert.
In der Saison 2013/14 stand der RAEC Mons zum Saisonende auf dem letzten Platz und stieg nach nur einem Unentschieden in den Abstiegsspielen in die Zweite Division ab. Matthys wechselte darauf zum KV Mechelen und unterschrieb dort einen Vertrag für vier Jahre. Nach der Saison 2017/18 stieg Mechelen als Letzter aus der Division 1A ab. Matthys einigte sich mit dem Verein über eine Vertragsverlängerung um ein Jahr. In der Saison 2018/19 gelang Mechelen der Wiederaufstieg in die Division 1A sowie der Gewinn des belgischen Pokals.
Damit beendet Matthys seine aktive Karriere als Fußballer und übernahm die Tätigkeit des Chefscouts des KV Mechelen. Zum 1. Oktober 2019 wechselte er als Scout zum KAA Gent.

## Nationalmannschaft
Im Jahr 2005 stand Matthys bei drei Qualifikationsspielen zur Europameisterschaft 2006 der U-21-Nationalmannschaft auf dem Platz. Zu einer Berufung in der A-Nationalmannschaft ist es nicht gekommen.

## Erfolge
Belgischer Pokalsieger:
- 2006 (SV Zulte Waregem)
- 2019: (KV Mechelen)